# Ceraclea nycteola
Ceraclea nycteola är en nattsländeart som beskrevs av Wolfram Mey 1997. Ceraclea nycteola ingår i släktet Ceraclea och familjen långhornssländor. Inga underarter finns listade i Catalogue of Life.